# Pete Rose
Peter Edward „Pete“ Rose (* 14. April 1941 in Cincinnati, Ohio; † 30. September 2024 in Clark County, Nevada) war ein US-amerikanischer Baseballspieler und -manager. Er spielte als Out- und Infielder. Rose zählt zu den besten Spielern seiner Generation und hält bis heute einige Rekorde in der Major League Baseball, unter anderem die meisten Spiele und Hits. Trotzdem darf er nicht in die Baseball Hall of Fame gewählt werden, aufgrund von Wetten auf Baseballspiele während seiner Zeit als Spieler und Manager der Cincinnati Reds, was seit dem Black Sox Skandal von 1919 zu den schwersten Verfehlungen im Profibaseball zählt. Während des Disziplinar-Verfahrens 1989 bestritt er Wetten auf Baseball, akzeptierte aufgrund einer Absprache seine Sperre jedoch; erst mit seiner 2004 erschienenen Autobiografie bekannte er sich erstmals öffentlich dazu, in den 80er Jahren auf Spiele der Reds gewettet zu haben, als er dort Manager war. Jedoch gehört er der WWE Hall of Fame an.